# Abralia multihamata
Abralia multihamata е вид главоного от семейство Enoploteuthidae.

## Разпространение
Видът е разпространен в Китай, Провинции в КНР, Тайван и Япония.